# Colepia novaeguineae
Colepia novaeguineae là một loài ruồi trong họ Asilidae. Colepia novaeguineae được Daniels miêu tả năm 1987. Loài này phân bố ở miền Australasia.